# Transdev GmbH
Transdev GmbH est un groupe allemand, filiale du groupe Transdev.